# Hildegard (Frau Karls des Großen)
Hildegard (* ca. 758; † 30. April 783 in Thionville an der Mosel in der Lothringer Pfalz) war die dritte Frau Karls des Großen und Mutter Ludwigs des Frommen. Es lassen sich zu ihrem Leben nur wenige Informationen finden, denn wie alle Frauen Karls stand sie im politischen Hintergrund und fand nur bezüglich ihrer Hochzeit, ihres Ablebens und als Mutter Erwähnung.

## Herkunft
Sie war die Tochter des fränkischen Grafen Gerold aus dem Geschlecht der Geroldonen und der Imma, Tochter des alemannischen Grafen Hnabi und Hereswintha vom Bodensee. Ihrem Vater gehörten weitläufige Besitztümer im Herrschaftsgebiet von Karls jüngerem Bruder Karlmann, was diese Ehe langfristig zur bedeutsamsten Beziehung Karls macht, da er so seine Position in den Gebieten östlich des Rheins stärken und den alemannischen Adel an sich binden konnte. Unter den Geschwistern Hildegards ragt der Ratgeber Karls des Großen hervor, der Heerführer Gerold der Jüngere, der auch als Graf in der Baar und im Nagoldgau erwähnt wurde.

## Leben
Es ist nicht bekannt, ob die Eheschließung mit Hildegard von Karl bereits vor dem plötzlichen Tod Karlmanns geplant wurde oder Teil der zielstrebigen Einverleibung des Reiches seines jüngeren Bruders unter Übergehung etwaiger Ansprüche seiner Neffen war. Jedenfalls kam es Ende 770/Anfang 771 zur Trauung Karls und Hildegards. Zuvor hatte Karl seine bisherige Frau Desiderata verstoßen.
Da von Hildegard keine genauen Geburtsdaten überliefert sind, ist davon auszugehen, dass sie zu dieser Zeit mindestens zwölf Jahre alt war, da im römischen Recht, das von der Kirche stark rezipiert wurde, das Mindestalter für eine Ehe bei Mädchen auf zwölf Jahre festgelegt war.
Eine intensive sexuelle Beziehung der Ehepartner ist dadurch belegt, dass Hildegard in zwölf Ehejahren acht Schwangerschaften, darunter eine mit Zwillingen, erlebte, eventuelle Fehlgeburten nicht mit einbezogen. Sie begleitete Karl auf vielen seiner Feldzüge. So ließ er sie 773/774 hochschwanger nachkommen, während er die Hauptstadt des Langobardenreiches, Pavia, belagerte. Dort wurde seine erste Tochter Adelhaid geboren, die jedoch bereits auf dem Rückweg über die Alpen starb. 778 begleitete Hildegard den König bis nach Aquitanien, wo sie die Zwillinge Lothar und Ludwig zur Welt brachte. 780/781 reiste sie gemeinsam mit Karl und vier ihrer Kinder nach Rom. Dort wurden die Söhne Ludwig und Karlmann zu Unterkönigen über eigene Gebiete gesalbt. Ludwig erhielt Aquitanien und Karlmann wurde auf den Namen Pippin getauft und Unterkönig über Italien. Das trug zur Stärkung des Bündnisses zwischen den Karolingern und den Päpsten bei. Wegen der häufigen Schwangerschaften kann vermutet werden, dass sie Karl auf weiteren Feldzügen zumindest zeitweise begleitete.
Hildegard starb am 30. April 783 kurz nach der Geburt ihrer letzten Tochter und wurde am 1. Mai in der Abtei Sankt Arnulf in Metz beigesetzt. Es war Karls Wunsch, dass an ihrem Grab immer Kerzen brennen und täglich Gebete für die Verstorbene gesprochen werden sollten.

## Wirken und Nachleben

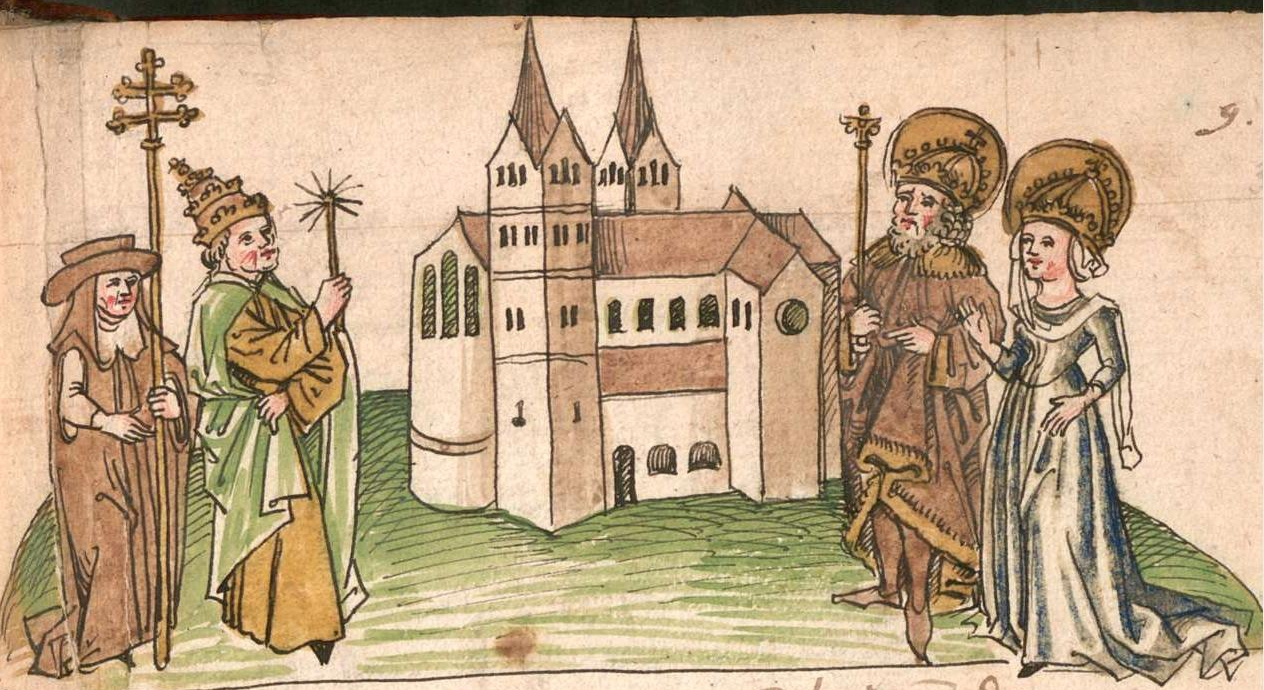
Ausschnitt aus der Kemptener Klosterchronik von 1499: Hildegard ist zusammen mit Karl dem Großen ganz rechts abgebildet.

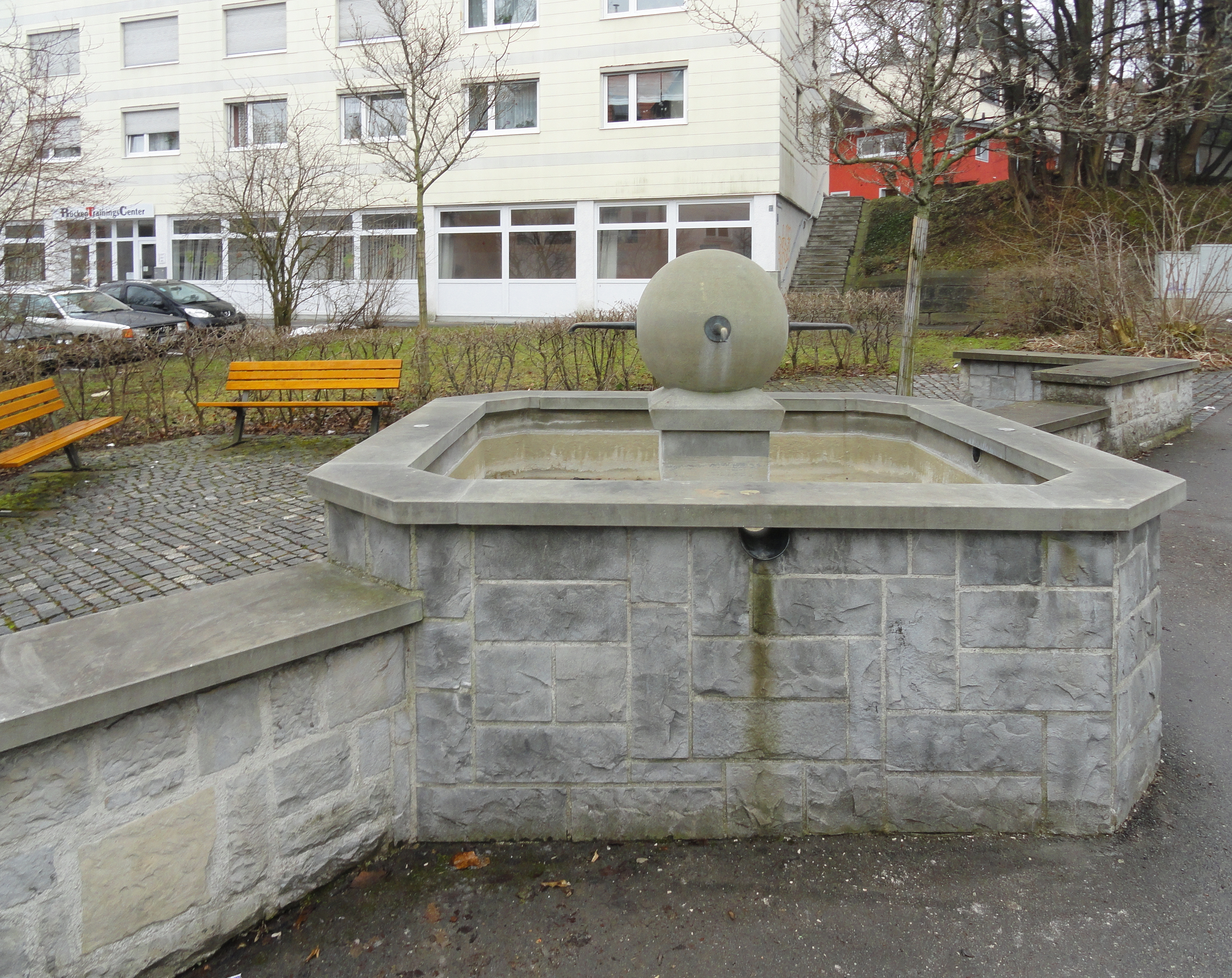
Der Hildegard-Brunnen an der Lindauer Straße in Kempten

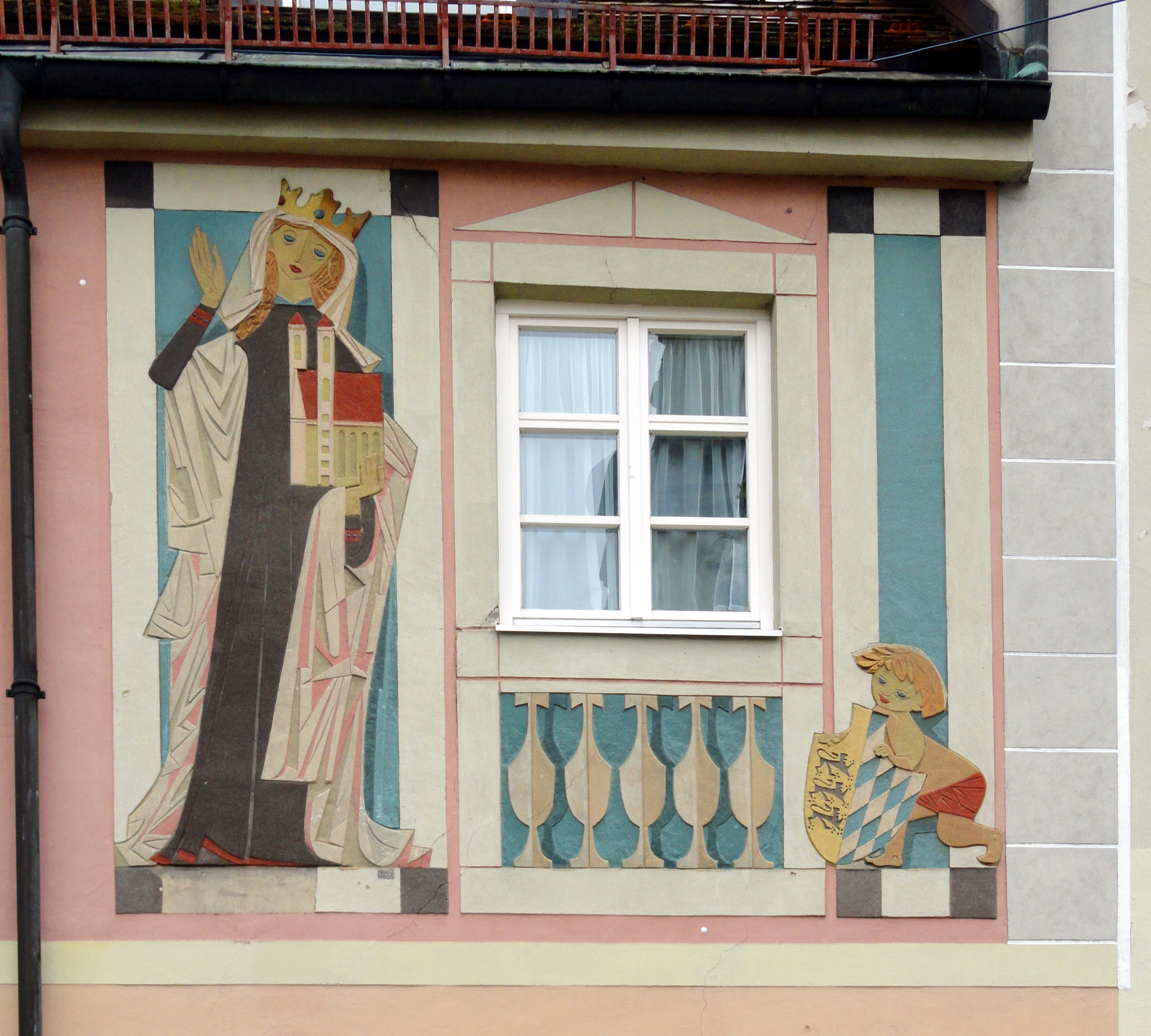
Wandmalerei von Franz Weiß mit Hildegard, der Klosterstifterin, als Motiv auf dem Landhaus am Hildegardplatz, Kempten

Hildegard machte verschiedene Schenkungen an die Klöster St. Denis und St. Martin in Tours. Sie war mit der heiligen Lioba befreundet, die für einige Zeit bei ihr am Hof gelebt haben soll, Hildegard religiöse Bildung vermittelte und ihr geistlichen Rat bot. Gemeinsam mit ihrem Mann gab sie das Godescalc-Evangelistar in Auftrag und findet erstmals ausdrücklich Erwähnung als Königin – auch der Langobarden – durch das gemeinsame Unterzeichnen von Urkunden mit ihrem Gemahl.
Hildegard genoss bereits zu Lebzeiten hohes Ansehen und erfuhr in ihrem Nachruf von Paulus Diaconus verschiedene Würdigungen. Diese sind jedoch mit gewisser Skepsis zu betrachten. In ihrem Epitaph sind unterschiedliche, zu dieser Zeit gängige Floskeln und Topoi enthalten, die möglicherweise eingebracht wurden, um Karl zu schmeicheln. So findet sich zum Beispiel der Verweis darauf, dass Hildegard der Inbegriff von Schönheit, Weisheit und Tugend gewesen sei. Es handelt sich hierbei um feststehende Redewendungen, die von mittelalterlichen Autoren verwendet wurden, um die Herrscherinnen standesgemäß zu beschreiben.
Papst Hadrian I. drückte in einem Brief an Karl sein Beileid über den frühen Tod Hildegards aus.
Hildegard nutzte ihre königliche Stellung und die damit verbundenen Möglichkeiten, um ihren Bruder von der Absetzung des Tassilo III. von Bayern profitieren zu lassen. Soweit bekannt, war sie die einzige von Karls Ehefrauen, der es gelang, einem Familienmitglied nach der Heirat ein Amt zu verschaffen. Außerdem kann angenommen werden, dass sie wie andere frühmittelalterliche Königinnen verschiedene Aufgaben wahrnahm, zum Beispiel als Vorstand der königlichen Hofhaltung an unterschiedlichen Entscheidungen etwa über die Aufenthalte des Hofes beteiligt wurde, oder als Vertreterin des Herrschers bei dessen Abwesenheit. Dabei kann davon ausgegangen werden, dass sie bei allen Entscheidungen mit ihm in engem Kontakt stand.
Zusammen mit ihrem Mann stattete sie das bereits seit 752 bestehende Kloster zu Kempten reich aus. Aus Italien brachte sie nach dem Langobardenfeldzug 773/774 die Reliquien der Märtyrer Gordianus und Epimachus nach Kempten, die seitdem die Patrone der Klosterkirche sind (zusammen mit der Gottesmutter Maria). Hildegard wurde in Kempten als Stifterin intensiv verehrt; ihre Bildnisbüste zierte das Stiftswappen und einige Münzen der Fürstabtei. Im Spätmittelalter wurde behauptet – und durch Chronikfälschungen untermauert, Hildegard sei in Kempten bestattet worden (ebenso wie ihr Sohn Ludwig der Fromme); man baute ihre angebliche Grabkapelle (Hildegardkapelle) zu einem Wallfahrtsort aus, für den auch Mirakellisten überliefert sind. Dadurch erklärt sich, dass die Königin Hildegard im Allgäu wie eine Heilige verehrt und auch stets mit Nimbus dargestellt wurde. Noch in der barocken Residenz wurde im 17. Jahrhundert in einem der Innenhöfe eine Grabkapelle für Hildegard errichtet, die nach der Säkularisation abgebrochen wurde. Auch im modernen Kempten sind Hildegard und ihre Bedeutung für die Stadtentwicklung immer noch stark wahrnehmbar: Der zentrale Platz vor der ehemaligen Klosterkirche Basilika St. Lorenz ist nach ihr Hildegardplatz genannt. 1862 wurde auf dem Platz der neugotische Hildegardsbrunnen aufgestellt, der in den 1950er Jahren abgebrochen wurde. An einigen Hausfassaden ist ihr Bild aufgemalt, z. B. am Landhaus vom Kunstmaler Franz Weiß. Das ursprünglich Mädchen vorbehaltene Hildegardis-Gymnasium ist ein weiterer Erinnerungsort in Kempten. An der Lindauer Straße in direkter Nähe zu der Schule steht der Hildegard-Brunnen. An den Fassaden einiger Häuser ist sie dargestellt. Am Rande des Kemptener Waldes stand die Hildegardseiche, die vor einigen Jahren durch eine Neupflanzung ersetzt wurde. Bis in die 1950er wurden viele in Kempten geborene Mädchen nach Hildegard benannt.

## Kinder
Obwohl Karl bereits von seiner ersten, 769 verstoßenen Frau Himiltrud den Sohn Pippin hatte, wurde das Reich im Testament von 806 (Divisio Regnorum) unter den drei Söhnen Hildegards aufgeteilt, die das Erwachsenenalter erreichten. Weil ihr Sohn Ludwig der Fromme Karl als Kaiser nachfolgte, wurde Hildegard als „Mutter von Königen und Kaisern“ bezeichnet.
- Karl der Jüngere (* 772/773, † 4. Dezember 812) erbte den Kernbereich Neustrien und war – lange Zeit gemeinsam mit seinem Halbbruder Pippin dem Buckligen (vor dessen Rebellion und Abschiebung ins Kloster) – als Haupterbe vorgesehen, starb jedoch vor seinem Vater.[20]
- Adelhaid (* 773/774, † Juli/August 774) wurde nach einer früh verstorbenen Schwester Karls benannt.[21]
- Rotrud (* 775, † 6. Juni 810), benannt nach der Großmutter Karls des Großen, wurde in Rom im Alter von sechs Jahren mit dem damals etwa zehnjährigen Kaiser Konstantin VI. von Byzanz verlobt. Die Ehe kam jedoch aufgrund zunehmender Entfremdung der beiden Reiche nicht zustande.[22]
- Karlmann (* 777, † 8. Juli 810) wurde am 15. April 781 von Papst Hadrian I. in Rom auf den Namen Pippin getauft und zum König von Italien gekrönt.
- Lothar (* August 778, † 779/780), Zwillingsbruder von Ludwig[23]
- Ludwig (* August 778, † 20. Juni 840) wurde in Rom zum Unterkönig von Aquitanien ernannt und später als Kaiser Ludwig der Fromme bekannt.
- Bertha (* 779/780, † nach 14. Januar 823) wurde nach der zum Zeitpunkt ihrer Geburt noch lebenden Mutter Karls benannt. Sie sollte mit einem angelsächsischen Thronerben verheiratet werden. Der König Offa von Mercien schlug vor, Karl den Jüngeren mit einer der angelsächsischen Prinzessinnen zu vermählen, dies wurde von Karl jedoch als Zumutung empfunden, und er ließ das Frankenreich für angelsächsische Kaufleute sperren.[24]
- Gisela (* vor Mai 781, † nach 800) wurde nach der noch lebenden Schwester Karls des Großen benannt und in Rom getauft, mit dem Erzbischof von Mailand als Paten.
- Hildegard (* 782, † 8. Juni 783), für die damalige Zeit unüblicherweise nach ihrer noch lebenden Mutter benannt, folgte dieser bald ins Grab und wurde mit ihr in St. Arnulf in Metz beigesetzt.